# Cobra Starship
Cobra Starship — американський альтернативний гурт, що грає в стилі поп-панк і панк-рок, створений вокалістом нью-джерсійського музичного колективу «Midtown», Гейбом Сапорта (англ. Gabe Saporta). Гурт набув популярності завдяки таким композиціям, як «Bring It (Snakes on a Plane)» з альбому «While the City Sleeps, We Rule the Streets» 2006 року, а також «The City Is at War» і «Guilty Pleasure» з альбому «¡Viva La Cobra!» 2007 року.

## Склад
- Гейб Сапорта (англ. Gabe Saporta) — вокал
- Вікторія Ашер (англ. Victoria Asher) — клавішні
- Райленд Блекінтон (англ. Ryland Blackinton) — гітара
- Алекс Суарес (англ. Alex Suarez) — баси
- Нейт Новарро (англ. Nate Novarro) — ударні[2]

## Історія

### Ранні роки
Пісня «Bring It (Snakes on a Plane)» стала саундтреком до фільму «Зміїний політ». Гейб Сапорта брав участь у музичному відео до фільму разом із такими зірками, як Вільям Беккет (лідер гурту «The Academy Is…»), Тревіс Маккой (вокаліст «Gym Class Heroes»), Майя Іварссон (солістка «The Sounds»), і Піт Вентц із гурту «Fall Out Boy». Також Нік Вілер, бек-вокалист «The All-American Rejects» зіграв для пісні кілька гітарних партій, але у відео не брав участі.
Вокаліст «Fall Out Boy» Патрік Стамп з'явився в музичному кліпі Cobra Starship на пісню «Send My Love to the Dancefloor, I'll See You In Hell (Hey Mister DJ)».

### ¡Viva La Cobra!
Патрік Стамп також став продюсером другого альбому «Cobra Starship» ¡Viva La Cobra!, що вийшов 23 жовтня 2007 року.
2 жовтня 2007 року, Cobra Starship випустила сингл «Guilty Pleasure», завдяки якому вони здобули ще більшу популярність. Майже в цей же час було знято кліп на пісню «The City Is at War». Також було записано іспаномовну версію цієї пісні.

### Hot Mess
11 травня 2009 року гурт випустив перший сингл «Good Girls Go Bad» зі свого третього альбому. Сингл було записано спільно з Лейтон Містер, американською актрисою, співачкою та фотомоделлю. Пізніше, вона знялася в кліпі.
11 серпня 2009 року гурт випустив свій третій альбом Hot Mess.

## Кавери й пародії
Після успіху пісні «I Kissed a Girl» влітку 2008-го Кеті Перрі створює свою власну версію (пародію) «I Kissed a Boy».
До ранніх пародій можна віднести «Hollaback Boy» за піснею Гвен Стефані «Hollaback Girl», а також кавер-версію пісні Майкла Джексона «Billie Jean».

## Дискографія

### Альбоми
- 2006 While the City Sleeps, We Rule the Streets
- 2007 ¡Viva La Cobra!
- 2009 Hot Mess
- 2011 Night Shades

### Сингли
- 2006 Snakes on a Plane (Bring It)
- 2006 The Church of Hot Addiction
- 2007 Send My Love to the Dancefloor, I'll See You in Hell (Hey Mr. DJ)
- 2007 The City Is at War
- 2007 Guilty Pleasure
- 2008 Kiss My Sass
- 2009 Good Girls Go Bad (feat. Leighton Meester)
- 2009 Hot Mess
- 2011 You Make Me Feel… (feat. Sabi)
- 2012 #1 Nite (feat. My Name Is Kay)
- 2012 Middle Finger (feat. Mac Miller)[2]